# Міхама (Айті)

Міха́ма (яп. 美浜町, みはまちょう, МФА: [mʲihama t͡ɕoː]?) — містечко в Японії, в повіті Тіта префектури Айті. Розташоване в південно-західній частині префектури, на півдні півострова Тіта. Отримало статус містечка 1955 року. Площа становить 46,39 км². Станом на 1 серпня 2011 року населення складало 24 964  осіб, густота населення — 538 осіб/км².   